# Борисов, Борис Андрианович
Бори́с Андриа́нович Борисов (25 мая 1910, Новочеркасск — 30 ноября 1998,  Москва) — советский государственный и хозяйственный деятель.  Кандидат технических наук.

## Биография
Родился 25 мая 1910 года в г. Новочеркасске Ростовской области. В 1933 году окончил Ростовский институт инженеров путей сообщения (РИИПС), получив диплом инженера-механика. 
В 1937 году был переведен на вагоноремонтный завод в Киев, где работал до самой войны сначала технологом, начальником цеха, с 1939 года – главным инженером, а с 1941 – директором. 
В конце 1941 года его отзывают в Москву в центральный аппарат Наркомата путей сообщения и назначают начальником технического отдела и заместителем главного инженера главка вагоностроительных заводов. 
В 1946 году его переводят на работу в Госплан СССР. В 1948 году он окончил Высшие экономические курсы Госплана СССР. 
За 8 лет работы в Госплане он прошел путь от начальника отдела до секретаря парткома.
В 1954 году его избирают первым секретарем Свердловского райкома города Москвы.
В 1955 года – секретарем Московского горкома партии по промышленности. 
В 1958 году был направлен на работу в Московский городской совнархоз – первым заместителем Председателя. 
В 1959 году по решению ЦК КПСС – был назначен заместителем Министра внешней торговли СССР.
1 июня 1970 г. был избран Председателем Президиума Всесоюзной торговой палаты (с 1972 года Всесоюзная торговая палата стала именоваться – Торгово-промышленная палата СССР). 
14 апреля 1983 года на заседании Совета ТПП СССР была удовлетворена просьба об освобождении его от обязанностей председателя и члена Президиума ТПП СССР; Совет избрал его почетным членом ТПП СССР, он навечно занесен в Книгу Почета ТПП СССР.
Персональный пенсионер союзного значения.

## Награды
- орден Октябрьской Революции (23.05.1980)[1],
- четыре ордена Трудового Красного Знамени,
- орден «Знак Почёта» (1958),
- семь медалей,
- «Заслуженный экономист РСФСР».